# Møsvatn
Møsvatn er en sø hvis største del ligger i ligger i Vinje kommune i Vestfold og Telemark fylke i Norge. Søen er en del af Skiensvassdraget. Langs bredderne er der fundet en mængde efterladenskaber fra stenalderen, og her ligger også nogle af Norges højestliggende fjeldgårde.
Søen er en vigtig færdselsåre for fastboende og turister. Den trafikeres af rutebåd om sommeren og snescootere om vinteren. Møsvatn blev reguleret i årene efter 1903.
Møsvatn er opdæmmet af Møsvassdæmningen og er hovedmagasin for Frøystul kraftværk. Søen er Norges tredje største magasin med en kapacitet på 1.066 millioner m3.